# Земля Вильгельма II
Земля́ Вильге́льма II (нем. Kaiser Wilhelm II Land) — часть территории Антарктиды, лежащая между 87°43' и 91°54' восточной долготы. Омывается морем Дейвиса.
Высота ледникового покрова в южной части Земли Вильгельма II превышает 2000 м. Свободен ото льда только расположенный на побережье потухший вулкан Гауссберг высотой 369 м.
Земля Вильгельма II была открыта в феврале 1902 года немецкой экспедицией Эриха фон Дригальского и названа в честь императора Германской империи Вильгельма II.
На Землю Вильгельма II официально претендует Австралия, однако по Договору об Антарктике любые территориальные притязания в этой части света с 1961 года бессрочно заморожены.